# 国際コーフボール連盟
国際コーフボール連盟（こくさいコーフボールれんめい、International Korfball Federation）はコーフボールの国際競技連盟。1933年設立。本部はオランダ・ザイストにある。IOC承認国際競技団体連合、国際ワールドゲームズ協会に加盟。

## 世界選手権
IKF最大のイベントである世界選手権は1978年から4年に一度開催されている。ラグビーワールドカップ、クリケット・ワールドカップと同年に開催。

### 優勝国
- 1978年： オランダ
- 1983年： オランダ
- 1987年： オランダ
- 1991年： ベルギー
- 1995年： オランダ
- 1999年： オランダ
- 2003年： オランダ
- 2007年： オランダ
- 2011年： オランダ
- 2015年： オランダ
- 2019年： オランダ
- 2023年： オランダ